# Japie van Zyl
Jakob  „Japie“ van Zyl (* 1957 in Outjo, Südwestafrika; † 26. August 2020 in Pasadena, Kalifornien) war ein namibischer Elektroingenieur und Raumfahrtmanager. Er war von 1986 bis 2019 hochrangiger Mitarbeiter der NASA und wurde im September 2019 von dieser mit der Outstanding Public Service Medal im Rahmen der InSight-Mars-Mission ausgezeichnet.

## Leben
Van Zyl erwarb Abschlüsse in Ingenieurwissenschaften (B. Hons.) der Universität Stellenbosch in Südafrika (1979) sowie M.Sc. und Ph.D. in gleicher Fachrichtung des California Institute of Technology in den Vereinigten Staaten (1983 bzw. 1986). In dieser Zeit unterrichtete er dort auch.
Ab 1986 arbeitete er im Jet Propulsion Laboratory und war für den Aufbau zahlreicher Synthetic-Aperture-Radar-Systeme verantwortlich. Er war zuletzt Leiter der Abteilung für die Erforschung des Sonnensystems des Jet Propulsion Laboratory und leitete zuvor ab 2006 die Abteilung Astronomie und Physik.
Van Zyl arbeitete gemeinsam mit anderen Wissenschaftlern an der Verbesserung eines Testgeräts für den Nachweis von COVID-19-Erkrankungen.
Van Zyl veröffentlichte mehr als 60 wissenschaftliche Aufsätze in Fachjournalen.
Er starb an einem schweren Herzinfarkt.
Nach Japie van Zyl ist seit 2018 eine Straße in seiner Heimatstadt Outjo benannt. Sein Vater war der Kunene-Kommissar Barend Johannes „Ben“ van Zyl, der den nach ihm benannten Van Zyl’s Pass baute.

## Ehrungen und Auszeichnungen
- 1997: Fred Nathanson Memorial Radar Award der IEEE Aerospace and Electronic Systems Society
- 2010: Distinguished Achievement Award der Geoscience and Remote Sensing Society
- 2019: Outstanding Public Service Medal der NASA
- 2021: Benennung eines Asteroiden nach ihm: (23738) van Zyl

## Veröffentlichungen
- gemeinsam mit Yunjin Kim: Synthetic Aperture Radar Polarimetry. John Wiley & Sons, Hoboken (New Jersey), 2011, ISBN 978-1-118-11511-4.
- gemeinsam mit Charles Elachi: Introduction to the Physics and Techniques of Remote Sensing. John Wiley & Sons, Hoboken (New Jersey), 2006, ISBN 978-0-471-47569-9.